# Onosma zerizaminum
Onosma zerizaminum är en strävbladig växtart som beskrevs av Vladimir Ippolitovich Lipsky, O. och B. Fedtsch. Onosma zerizaminum ingår i släktet Onosma och familjen strävbladiga växter. Inga underarter finns listade i Catalogue of Life.